# 8-ма армія (СРСР)
Во́сьма а́рмія (8 А) — оперативне об'єднання сухопутних військ радянських військ, загальновійськова армія у роки радянсько-фінської та Німецько-радянської війн.

## Історія

### Командування
Командувачі:
- генерал-майор Собенников П. П. (березень — червень 1941),
- генерал-лейтенант Іванов Ф. С. (червень — липень 1941),
- генерал-майор Любовцев І. М. (липень — серпень 1941),
- генерал-лейтенант Пшенников П. С. (серпень — вересень 1941),
- генерал-майор Щербаков В. І. (вересень 1941),
- генерал-лейтенант Шевалдін Т. І. (вересень — листопад 1941),
- генерал-майор Бондарев А. Л. (листопад 1941 — січень 1942),
- генерал-майор Сухомлин О. В. (січень — квітень 1942),
- генерал-майор, з листопада 1942 генерал-лейтенант Стариков П. Н. (квітень 1942 — травень 1945),